# Jouer c'est tuer
Pour plus de détails, voir Fiche technique et Distribution.
Jouer c'est tuer (Cloak & Dagger) est un film américain réalisé par Richard Franklin, sorti en 1984. Il s'agit du remake de Une incroyable histoire.

## Synopsis
David, 12 ans, est passionné par les jeux vidéo et les histoires d'espionnages. Un jour, dans un building, il voit trois hommes en assassiner un autre. Avant de mourir, la victime a le temps de donner à David un jeu vidéo qui contient les plans d'un nouveau bombardier. David s'enfuit avec le jeu et les trois tueurs se lancent à sa poursuite à travers toute la ville. Son père et la police refusant de croire son histoire, David ne peut compter que sur les conseils de son ami imaginaire Jack Flack, héros de jeu vidéo et agent secret fictif, pour s'en sortir. Après avoir essayé en vain de les semer dans toute la ville, David comprend qu'il va devoir assassiner les trois tueurs et leurs chefs pour rester en vie.

## Fiche technique
- Titre original : Cloak & Dagger
- Titre français : Jouer c'est tuer
- Réalisation : Richard Franklin
- Scénario : Tom Holland et Cornell Woolrich
- Photographie : Victor J. Kemper
- Musique : Brian May
- Pays de production :  États-Unis
- Genre : Policier, action, aventure et thriller
- Durée : 101 minutes
- Date de sortie : 1984

## Distribution
- Henry Thomas : David Osborne
- Dabney Coleman  (VF : Pierre Hatet)  : Jack Flack / Hal Osborne
- Michael Murphy : Rice
- Christina Nigra : Kim Gardener
- John McIntire : George MacCready
- Jeanette Nolan : Eunice MacCready
- William Forsythe : Morris
- Eloy Casados : Alvarez
- Tim Rossovich : Haverman
- Robert DoQui : Lieutenant Fleming
- Louie Anderson : un chauffeur de taxi
- Linden Chiles : le chef de la sécurité de l'aéroport